# 排七

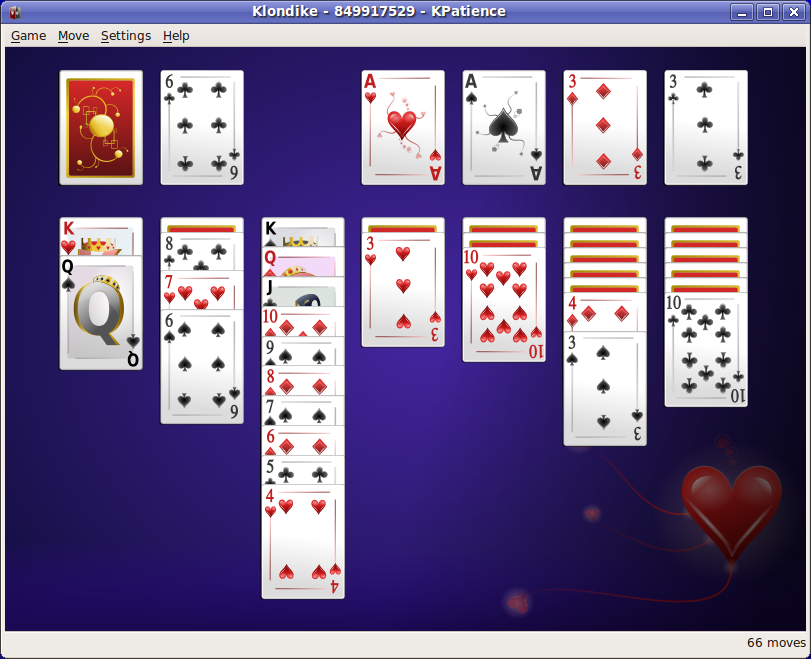
排七

排七，或稱接龍（英語：或）是一個撲克牌遊戲。遊戲人數理論上沒有限制，但一般來說，最適合是4～10人。

## 遊戲規則
此遊戲玩法有眾多不同規則，如下：

### 玩法一
- 持♠７者先出牌，之後玩家輪流出牌。
- 出牌方式必須接續同花色且依照數字順序（往上由８至Ｋ，往下由６至Ａ），或者發出其他花色的７，直到所有人用完手牌為止。
  - 例如：第一位玩家出♠７，下一位玩家必須發出♠６或♠８，也可發出♥７、♦７或♣７。
- 當有人沒辦法出牌時，該玩家必須從手上覆蓋一張牌來略過這次出牌機會，此牌到遊戲結束前不可明示。
- 遊戲結束時計算覆蓋牌點數的總和，Ａ為一點，２為二點，以此類推Ｋ為十三點。點數最多的人最輸，但是從頭到尾都覆蓋牌的人算最贏（稱全蓋牌逆轉）。
- 也有以蓋牌張數而非點數來決定勝負。

### 玩法二
- 玩家擁有７（不論是♠７、♥７、♦７或♣７）者先出牌，之後發牌玩家開始輪流出牌。
- 出牌方式必須接續同花色且依照數字順序（往上由８至Ｋ，往下由６至Ａ）。
- 當有人沒辦法出牌時，該玩家必須從手上覆蓋一張牌來略過這次出牌機會，此牌到遊戲結束前不可明示。
- 當其中一個花色「到頭」或「到尾」，即該花色Ａ或Ｋ出現，稱為「斬龍」，該花色就被「終止」，也就是說所有玩家手牌中關於此花色的剩餘牌將注定作廢。
- 最後以覆蓋的牌總點數多寡來決定勝負，點數最少者獲勝。Ａ為一點，２為二點，以此類推Ｋ為十三點。意即雖Ａ、Ｋ同為邊緣，但蓋Ｋ比蓋Ａ損失的多。
- 也有以蓋牌張數而非點數來決定勝負。

### 玩法三
- 玩家擁有７（不論是♠７、♥７、♦７或♣７）者先出牌，之後發牌玩家開始輪流出牌。
- 出牌方式必須接續同花色且依照數字順序（往上由８至Ｋ，往下由６至Ａ）。
- 有些玩法會在遊戲中加入兩張鬼牌，持有者可作百搭牌使用。當有人使用此牌時，擁有適合的牌的玩家應即時打出。
  - 例如：有人出♥６，下一位玩家在♥６的位置打出了鬼牌，擁有♥６的玩家應即時打出。
- 當有人沒辦法出牌時，需說PASS示意。這是一個很重要的技巧，因為PASS第四次時便會落敗，故此可以使用此技巧扣起部分牌，導致對手在最後關頭無法出牌，被迫落敗。
- 落敗後必須自動放出所有牌。
- 最先出完所有牌者勝。

### 玩法四
- 人數5人以上時適用，就是兩副撲克牌混在一起，把其中一張♠7拿掉，總共103張牌
- 合到♠7的人先出牌，換下一家出牌（順時鐘），因為除了♠7是一張之外，其餘的牌都會有2張，先出為搶位置，另一張同花色的牌就必須蓋牌，可以增加緊張。
- 第一張蓋可以是A或K。
- 最後覆蓋的牌以張數決定勝負，張數最少者獲勝。

### 玩法五
- 只使用一副牌，最好是4個人一起玩，玩法大不同於前面的順著花色數字（如♠7已出，則♠這一線必須出♠6或♠8，就是緊臨的數字）。這是一種圍棋式的排七，♠7先出。
- 重點是要把牌桌看為一個半開放式的四線x13個位置的格子，順時鐘方向的下一家出的牌必須和♠7貼邊或貼角，可以出的牌有所有花色的6或8或7，當然♠6和♠8是♠該線的位置（貼邊），但 ♥6和8，♦6或8，♣6或8 可以出的意義是 貼角（與♠7貼角），假設是出♦6，就是要與♠7貼角，而且就決定了♦的那一條線是在♠線的旁邊。（這時♦7還沒出）。
- 以後所出的牌必須是與桌面的牌貼邊或貼角的牌，其他牌不能出，假使第二家要出♣7，也必須與♠7貼邊，但可以選左邊或右邊），同一個花色必須在同一條線上。
- 第三家可出的牌就更多了，有♥5，7（貼角♦6貼上下角），♠5也可以出（貼角♦6），但必須放在♠的那一條線上。假設出♦8好了（貼角♠7，為了下一個規則的出現說明用）。
- 上面第三家這樣出牌，就是♦7還沒有出，6和8已經出了，若是第四家出個♥7，可以貼邊♠7或是貼角♦6和8，如果貼邊♠7，沒事，如果貼角♦6或8的那一邊，這樣就把♦7圍起來了，♦7就成了死牌，必須蓋牌。（這個規則最為刺激，就是圍棋的意思）
- 第四個花色出來時，就決定了四條線的配置，這四條線的邊緣2線（兩個花色）是3張牌圍死一張，如同圍棋一樣。中間的2線花色必須4張牌圍一張牌。
- 這四條線的兩邊A邊和K邊是活路，A和K不會被圍死。
- 四條線的數字順序必須是相同的，才能貼角和貼邊。
- 有時候被圍住的牌不是只有1張而已，2張以上到10張都有可能，一不小心，在害別人時，也會害到自己的牌被圍住了。
- 最後以蓋牌的張數決定勝負，張數最少者獲勝。